# Heliamphora chimantensis
Heliamphora chimantensis es una especie de planta carnívora perteneciente a la familia Sarraceniaceae. Es endémica de Chimanta-Tepuy en Venezuela. 

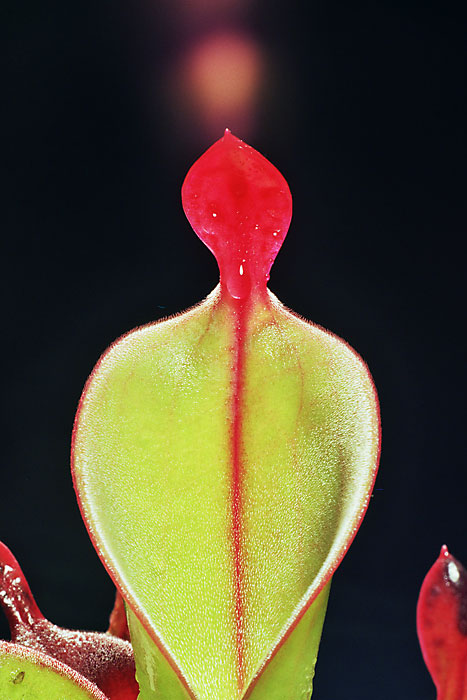
Detalle

## Descripción
Lo interesante de esta especie, es que está más estrechamente relacionada con Heliamphora tatei y Heliamphora neblinae que cualquiera de las otras especies que se encuentran en la Gran Sabana. Todas las demás especies conocidas de esta región tienen entre 10 y 15 anteras, mientras que H. tatei, H. neblinae y H. chimantensis tienen alrededor de 20. Sin embargo, las anteras de la H. tatei, y H. neblinae están estrechamente relacionadas (anteriormente se consideraba una variedad de la anterior) tienen 7-9 mm de largo, mientras que las de H. chimantensis sólo llegan a 5 mm de longitud.
Las hojas  son verticales y, a veces miden más de 30 cm de longitud. La cuchara donde se encuentra el néctar es también vertical, y puede ser redondeada o puntiaguda en función de los clones. Las hojas superiores son a veces laxas. Por lo general son de color verde que pueden estar ligeramente veteado de rojo, otra vez dependiendo del clon. Los tallos de las flores alcanza un tamaño de hasta 70 cm de alto y contienen 5 flores de color blanco, rojo con la edad, con muchos pistilos. La parte superior de la hoja está completamente sin pelo en el interior. El color rojo intenso cubre 1 a 2 cm de ancho, y 2 a 2,5 cm de largo, tiene forma de cuchara y es cónico. En el interior de la tapa tienen pequeñas glándulas de forma irregular con unos 5 mm de diámetro. Estas glándulas producen mucho néctar que desprenden un olor parecido a la miel. En el anverso de la hoja hay una larga incisión en forma de V, que sirve como un desagüe de las aguas pluviales. La mayoría de las otras especies de Heliamphora tienen una abertura en forma de agujero.

## Hábitat
En la naturaleza, estas plantas forman densas colonias que se encuentran generalmente en las áreas identificadas en torno a 2000 m sobre el nivel del mar.

## Taxonomía
Heliamphora chimantensis fue descrita por Wistuba, Carow & Harbarth y publicado en Carnivorous Plant Newsletter 31(3): 78–82, f. 1–3, en el año 2002.